# Linea A (metropolitana di Lione)
La linea A (Perrache - Vaulx-en-Velin La Soie) della metropolitana di Lione è una linea di metropolitana che serve la città di Lione, in Francia. La linea è entrata in servizio il 2 maggio 1978.

## Storia
La linea, compresa tra Perrache e Laurent Bonnevay, fu inaugurata il 28 aprile 1978 da Valéry Giscard d'Estaing. Fu messa in servizio il 2 maggio successivo. 
Il 2 ottobre 2007 è stato attivato il segmento tra Laurent Bonnevay e Vaulx-en-Velin - La Soie.

## Elenco delle stazioni
- Perrache
- Ampère - Victor Hugo
- Bellecour
- Cordeliers
- Hôtel de Ville - Louis Pradel
- Foch
- Masséna
- Charpennes - Charles Hernu
- République - Villeurbanne
- Gratte-Ciel
- Flachet - Alain Gilles
- Cusset
- Laurent Bonnevay
- Vaulx-en-Velin - La Soie